# An Khê
An Khê est une ville de la province de Gia Lai, dans les montagnes centrales du Viêt Nam.

## Géographie
An Khê est située sur la route nationale 19 entre Quy Nhơn sur la côte et Pleiku dans les montagnes centrales.
La ville a une superficie de 199 km2.
En 2003, la ville avait une population de 63 118 habitants.

## Dans la fiction
La ville est citée dans l'épisode 14 de la saison 5 de la série À la Maison-Blanche.